# Diocèse de Timika
Le diocèse de Timika (en latin : Dioecesis Timikaënsis) est une Église particulière de l'Église catholique en Indonésie, dont le siège est à Timika, dans la province de Papouasie centrale.

## Histoire
Le diocèse de Timika est créé le 19 décembre 2003 par séparation du diocèse de Jayapura. Il est suffragant de l'archidiocèse de Merauke.

## Territoire
Le territoire du diocèse couvre les kabupaten de Biak-Numfor, Yapen et  Waropen, dans la province de Papouasie, ainsi que ceux de Nabire, Paniai, Puncak Jaya et Mimika dans la province de Papouasie centrale.
Le siège du diocèse est la cathédrale des Trois-Rois de Timika.

## Évêque
- John Philip Saklil (2003-2019)
- vacant (2019-2025)
- Bernardus Bofitwos Baru, OSA (depuis 2025)

### Articles liés
- Catholicisme en Indonésie
- Liste des provinces ecclésiastiques catholiques